# Egeea de Nord
Egeea de Nord (greacă Περιφέρεια Βoρείου Αιγαίου) este una din cele 13 regiuni ale Greciei, fiind subdivizată în 3 prefecturi. Capitala este orașul Mytilene.